# Hou Cheng
Pour les articles homonymes, voir Hou (homonymie).
Officier de cavalerie sous Lü Bu à partir de 193. En l’an 194, il assista Zang Ba avec d’autres dans la défense de Puyang contre les forces de Cao Cao. Dans ce conflit, il réussit à défendre, avec Wei Xu et Gao Shun, un camp situé à l’ouest de la ville, qui fut attaqué par Cao Cao lui-même, puis participa à une embuscade sur ce dernier à l’intérieur des murs de Puyang.
Plus tard, il vint prêter main-forte à Gao Shun dans son attaque sur Xiaopei contre Liu Bei. Puis en l’an 198, pendant le siège de Xiapi, il brisa la prohibition d’alcool décrétée par Lu Bu afin de célébrer un succès mineur. Ceci mit Lu Bu en colère et Hou Cheng fut fouetté pour insubordination. À la suite de cet incident, en l’an 199, il orchestra une défection avec Wei Xu et Song Xian. Ainsi, il kidnappa Chen Gong et Gao Shun, puis vint joindre Cao Cao en livrant les deux prisonniers. Il vola en Février, Éclair de Feu (ou encore Lièvre Rouge), cheval légendaire de Lu Bu, et l’aurait donné à Cao Cao.